# Esenbeckia collina
Esenbeckia collina är en vinruteväxtart som beskrevs av T. S. Brandegee. Esenbeckia collina ingår i släktet Esenbeckia och familjen vinruteväxter. Inga underarter finns listade i Catalogue of Life.